# Heinrich Stulberger
Heinrich Stulberger (* 16. Juni 1902 in München; † 11. Mai 1987 in Amerang) war ein deutscher Landwirt und Kommunalpolitiker (Bayernpartei).

## Werdegang
Stulberger hatte in München das humanistische Gymnasium besucht und das Studium an der Hochschule Weihenstephan als Diplomlandwirt abgeschlossen. Er arbeitete zunächst als Gutsverwalter, bevor er 1925 in Halfurt bei Amerang einen eigenen Hof erwarb. Bereits von Februar bis April 1933 war er in dieser Gemeinde kurzzeitig als Bürgermeister tätig, wurde aber von den neuen Machthabern von seinem Posten enthoben. 1945 stimmten die amerikanischen Besatzer seiner erneuten politischen Tätigkeit zu, im März 1946 wählte ihn die Bevölkerung erneut zum Bürgermeister von Amerang und er blieb dies bis zur Wahl zum Landrat. 
Im Juni 1948 wurde er mit einer Mehrheit von 26 zu 19 Stimmen durch den Kreistag zum Landrat des oberbayerischen Landkreises Wasserburg am Inn gewählt. Bei den Kommunalwahlen 1952, 1960 und 1964 wurde er im Amt bestätigt. Das Amt des Landrats des Landkreises Wasserburg übte er bis 1970 aus. Das landwirtschaftliche Anwesen führte in der Zwischenzeit sein Sohn.
Am 11. August 1968 ernannte ihn die Gemeinde Amerang zu ihrem Ehrenbürger.